# Apetlon
Apetlon is een gemeente in de Oostenrijkse deelstaat Burgenland, gelegen in het district Neusiedl a.See (ND). De gemeente heeft ongeveer 1900 inwoners.

## Geografie
Apetlon heeft een oppervlakte van 82,2 km². Het ligt in het uiterste oosten van het land. Dit rustige dorp ligt op zo'n 3 km ten zuiden van Illmitz en ligt niet ver van de Weiss-See en de Lange Lacke (See). Het heeft typische Hongaarse burgerhuizen, een dorpsvijver en staakwaterputten met schuilhutten van riet, voor de herders.
En zoals bijna overal zijn de schoorstenen op de daken ingenomen door nesten van ooievaars. Ook worden voor hen speciale ijzeren ronde roosters op de daken gezet voor hun nesten.

## Geboren in Apetlon
- Johann Pilles, 1 maart 1883, componist en Oostenrijkse militaire kapelmeester

Andau · Apetlon · Bruckneudorf · Deutsch Jahrndorf · Edelstal · Frauenkirchen · Gattendorf · Gols · Halbturn · Illmitz · Jois · Kittsee · Mönchhof · Neudorf bei Parndorf · Neusiedl am See · Nickelsdorf · Pama · Pamhagen · Parndorf · Podersdorf am See · Potzneusiedl · Sankt Andrä am Zicksee · Tadten · Wallern im Burgenland · Weiden am See · Winden am See · Zurndorf
- Gemeinsame Normdatei: 4355511-1
- Virtual International Authority File: 247809185